# Rossija Sewodnja

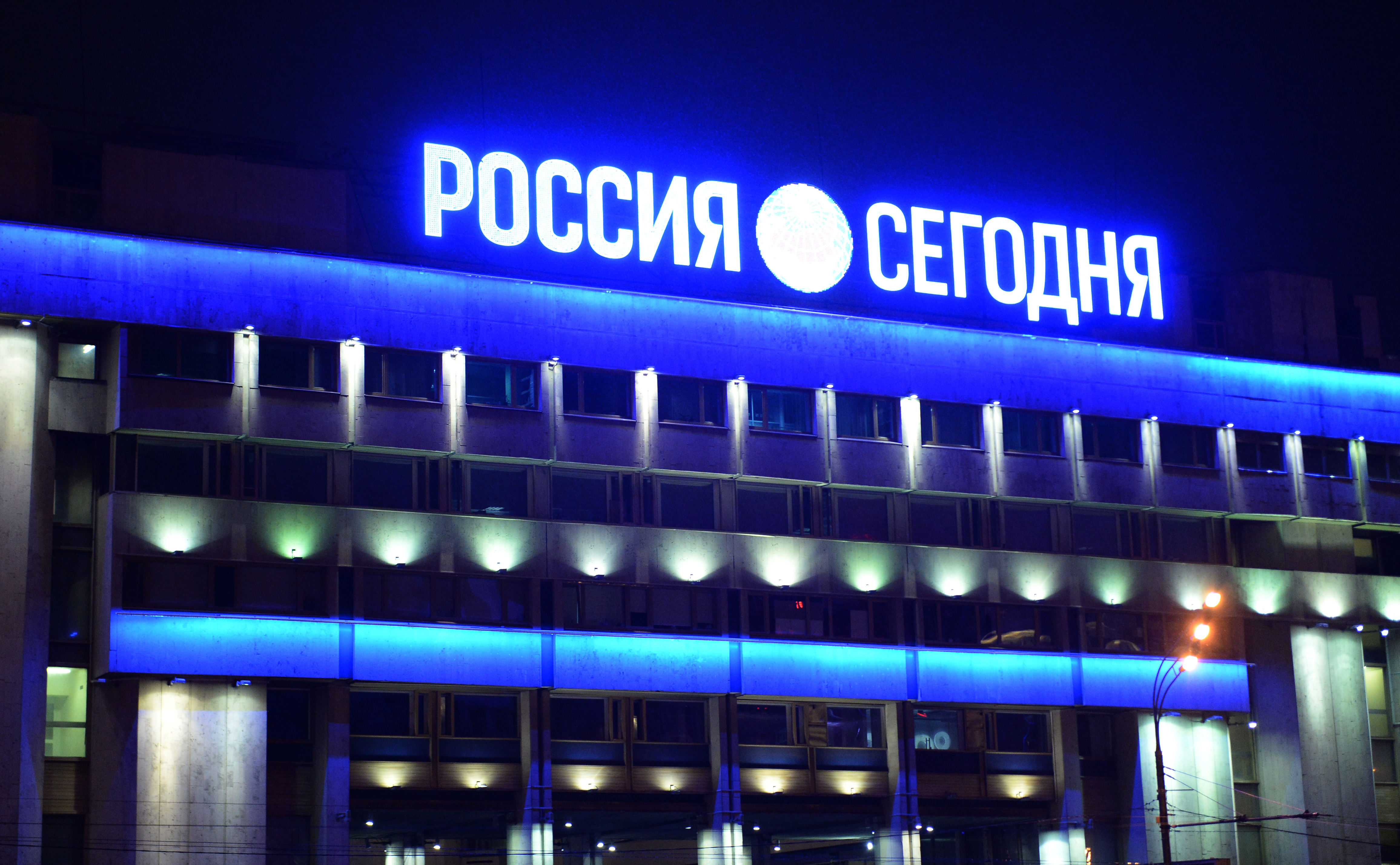
Stelle in Moskau

Rossija Sewodnja („Russland heute“, russisch Россия сегодня; Ausspracheⓘ) ist ein Medienunternehmen des russischen Staates mit Sitz in Moskau. Unter der Dachmarke Sputnik betreibt es ein Nachrichtenportal und Radiosender in 30 Sprachen. Das Unternehmen gilt als Propagandaapparat des russischen Präsidenten Wladimir Putin, vorgeworfen werden ihm unter anderem Zensur und Homophobie.

## Unternehmen
Das Unternehmen ging aus der ehemaligen Nachrichtenagentur RIA Novosti (früher Sowinformbüro), dem Auslandrundfunksender Stimme Russlands (früher Radio Moskau), dem Fernsehsender RT (früher Russia Today) und der an RT angeschlossenen TV-Agentur Ruptly hervor. Rossija Sewodnja wurde am 9. Dezember 2013 per Dekret des russischen Präsidenten gegründet und wird von Dmitri Kisseljow geleitet. Hierbei sollte die Verbreitung von gezielter Propaganda im Inland wie im Ausland verstärkt werden. Erste Chefredakteurin wurde Margarita Simonowna Simonjan.
Gemäß dem russischen Wirtschaftsblatt RBKdaily bekam Rossija Sewodnja für den Ausbau des internationalen Angebots für das Jahr 2015 rund 263 Millionen Euro.

## Geschichte
Durch Erlass Nr. 894, den der russische Präsident Wladimir Putin am 9. Dezember 2013 unterzeichnete, wurden die „Stimme Russlands“ und die Nachrichtenagentur RIA Novosti zu einer neuen, staatlichen Nachrichtenagentur mit dem Namen „Internationale Nachrichtenagentur Rossija Sewodnja“ zusammengeschlossen.
Kisseljow, der am selben Tag mit Erlass Nr. 895 zum Generaldirektor der neuen Agentur bestellt wurde, gilt als ideologischer Hardliner und als Verfechter präsidialer autokratischer Tendenzen. Kisseljow habe zwar auf einer Betriebsversammlung von RIA Novosti erklärt, „die alten Marken“ sollten auch innerhalb der neuen Organisation weitergeführt werden; das wurde aber nur auf RIA Novosti bezogen. Zu den Olympischen Winterspielen im Februar 2014 wurde der englischsprachige Radiosender Sochi Today betrieben, der allerdings nicht von der englischen Redaktion der Stimme Russlands, sondern von dem Fernsehsender Russia Today beliefert wurde.
Anstelle der mehrsprachigen Dienste der früheren Nachrichtenagentur RIA Novosti und des Auslandsrundfunks Stimme Russlands trat Ende 2014 schrittweise der Mediendienst Sputnik. Von Weihnachten 2014 bis zum Verbot im März 2022 nach dem russischen Überfall auf die Ukraine waren Sputniknews/SNA-News in deutscher Sprache verfügbar.
Nach eigener Aussage soll der Dienst die russische Interpretation der globalen Geschehnisse darstellen.

## Ausrichtung
Als Gründe für die Restrukturierung wurden Geldersparnis und die Neuausrichtung der Selbstdarstellung Russlands angesichts zunehmender Spannungen mit dem Westen genannt.
Die Entwicklung ist kritisch aufgenommen worden. Der Vorsitzende des Moskauer Journalistenverbandes Pawel Gussew sagte, es handele sich dabei um die „Wiederbelebung sowjetischer Prinzipien“. Kisseljow war zuletzt im Sommer 2013 durch homophobe Äußerungen aufgefallen und verglich Putin an dessen 60. Geburtstag in einem positiven Sinne mit dem Diktator Josef Stalin.